# Villeparisis
Villeparisis is een gemeente in het Franse departement Seine-et-Marne (regio Île-de-France). De plaats maakt deel uit van het arrondissement Torcy. Villeparisis telde op 1 januari 2022 26.794 inwoners.

## Geschiedenis
Tijdens het ancien régime was Villeparisis een heerlijkheid. Eertijds waren er steengroeven. De kerk Saint-Martin werd gebouwd in de 18e eeuw en verbouwd in de 19e en de 20e eeuw.
Tussen 1803 en 1813 werd het Canal de l'Ourcq gegraven. De schrijver Honoré de Balzac woonde met zijn ouders in Villeparisis tussen 1819 en 1827. Het huis waar ze woonden is afgebroken en enkel een gedenkplaat en de naam van een park in de gemeente herinneren aan dit feit.
De gemeente kent sinds de jaren 1960 een sterke bevolkingsgroei door de nabijheid met Parijs.

## Geografie
De oppervlakte van Villeparisis bedroeg op 1 januari 2022 8,29 vierkante kilometer; de bevolkingsdichtheid was toen 3.232,1 inwoners per km².
De gemeente is opgedeeld in zeven wijken: Mail de l’Ourcq, Boisparisis, Normandie-Niemen, Le Parisis-Le Corsaire, Vieux Pays, Bois Fleuri en Henri Barbusse–La Poste. Ongeveer 45% van de woningen zijn gezinswoningen en 55% flats. Er zijn drie bedrijvenparken: Ambrésis, Sud-Montzaigle en Salengro.
Het Canal de l'Ourcq loopt door de gemeente. Verder is er in het oosten van de gemeente een bosgebied van 69 ha, het forêt de Morfondé.
De onderstaande kaart toont de ligging van Villeparisis met de belangrijkste infrastructuur en aangrenzende gemeenten.

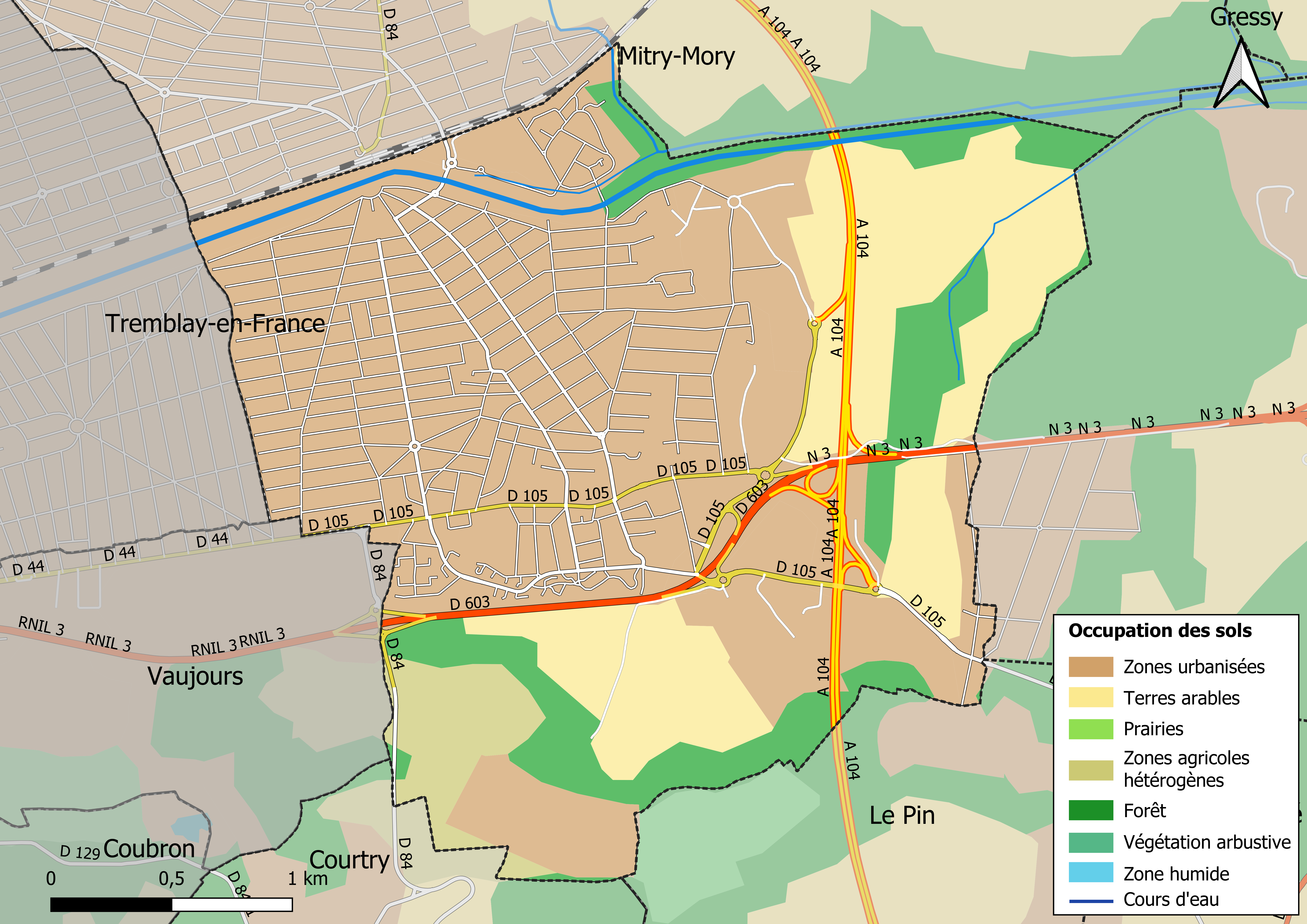

## Demografie
Onderstaande figuur toont het verloop van het inwonertal (bron: INSEE-tellingen).

## Vervoer
Villeparisis ligt aan de spoorlijn RER B.

## Geboren
- Henri Cleutin (1515-1566), diplomaat
- Frédéric Déhu (1972), voetballer